# 天主教日巴拉那教区
天主教日巴拉那教區（拉丁語：Dioecesis Giparanensis）是巴西一個羅馬天主教教區，屬波多韋柳總教區。
1978年1月3日設朗多尼亞城自治監督區，1983年2月19日升為教區。教區位於朗多尼亞州東部，2006年有教友409,000人（佔轄區總人口55.8%）、十九個堂區、四十九名司鐸。
現任教區主教出缺，榮休主教為勃路諾·佩德龍。